# Rhaphuma chatterjeei
Rhaphuma chatterjeei är en skalbaggsart som beskrevs av Gardner 1940. Rhaphuma chatterjeei ingår i släktet Rhaphuma och familjen långhorningar.
Artens utbredningsområde är Nepal. Inga underarter finns listade i Catalogue of Life.